# 26551 Shenliangbo
26551 Shenliangbo este un asteroid din centura principală de asteroizi.

## Descriere
26551 Shenliangbo este un asteroid din centura principală de asteroizi. A fost descoperit pe 29 februarie 2000 la Socorro, New Mexico, în cadrul proiectului LINEAR. Asteroidul prezintă o orbită caracterizată de o semiaxă mare de 2,56 ua, o excentricitate de 0,09 și o înclinație de 2,8° în raport cu ecliptica.